# Gunganek
A gunganek (ejtsd: gángenek) kitalált faj a Csillagok háborúja univerzumában. A Naboo bolygót lakó értelmes, humanoid kétéltű élőlények.

## Biológia
Humanoid testfelépítésű, kétéltű lények. A Naboo vizes területeit lakják, legnagyobb városaik a bolygó tengereinek mélyén fekszenek. Légzőszervrendszerük alkalmas tenger alatti és tengerfelszín feletti életmódra is (A Star Wars Galactic Battlegrounds adatbankja szerint, a levegőben és a vízben is tudnak lélegezni). Bőrük igényli, hogy a levegő páratartalma magas legyen: a szülőbolygójuknál jóval szárazabb és melegebb éghajlatú helyeken, huzamosabb felszíni tartózkodás során kiszárad és sérülékennyé válik.
Porcszerű anyagból álló csontvázrendszerük (amely tehát nem is "csont"-váz) erős, akárcsak az embereké, de jóval rugalmasabb, így tagjaik hajlékonyabbak, és olyan mozgásokra is képesek mind a víz alatt, mind a felszínen, melyek ember számára lehetetlenek. Emiatt is nagyon ügyes harcosok és mesteremberek, négy ujjas kezükkel remek járműveket, eszközöket és víz alatti városokat építenek.
Koponyaformájuk leginkább egy lóéra vagy tapíréra emlékeztet, kivétel a két nagy, oldalt gömbszerűen kidudorodó szemük, és hatalmas, ernyőszerű fülük (ők haillu-nak nevezik), utóbbi a víz alatti navigációt is segíti, de érzelmeik kifejezésének is fontos eszköze. Nyelvük a békákéhoz hasonlóan hosszúra kinyújtható és ragadós.
Két nemük van, és az emberekhez hasonlóan, többnyire családokban élnek. Tojásrakók, kikelt ivadékaikat – akikből általában elég sok van – szeretettel gondozzák.
Két rasszuk van, a vékonyabb és színesebb bőrű, „tapírfejű” otolla gunganek (mint pl. Jar Jar Binks), valamint a sötétebb és zöldesszürkébb bőrű és jóval robusztusabb testfelépítésű, ugyanakkor sokkal emberszerűbb, „békafejű” ankura gunganek (mint pl. Nass Főnök).

## Történelem
A gunganek magukat őshonosnak tartják a Naboon, bár ez az állítás nem általánosan elfogadott.

### Az ősidők
Sokáig uralkodó fajként éltek a bolygón, csak egy meglehetősen intelligens és nagy testméretű agresszív négylábú, a bursa hordái ellen kellett küzdeniük. Ekkoriban kezdtek fegyvereket készíteni és törzsi hadseregeket felállítani, amelyeket utóbb egymás ellen is használtak.

### A hadurak korszaka
Békés természetük ellenére, nem lennének humanoidok, ha fegyvereiket nem kezdték volna egymás ellen is fordítani. Ez volt a hadurak korszaka, a gungan települések harca a nagyobb régiók, később a bolygó feletti uralomért. Ez a korszak mintegy 3000 évvel a Szövetséggel való incidens előtt kezdődött. A harcokból egy Gallo nevű tábornok emelkedett ki győztesen, aki legfőbb riválisát, Rogót (Rogoe) legyőzve, a történelemben elsőként elnyerte a Főnök-i címet, és uralma alatt egyesítette a törzseket.
Az ankurák közé tartozó Gallo eredetileg békére törekvő gungan vezető volt volt, aki a véres csetepatékról értesülve gyakran mondogatta fejcsóválva: "Nem lesz ennek jó vége. Semmi jó nem származhat abból, ha gungan háborúzik gungannel." Őszintén vallásos volt, aki úgy gondolta, a testvérháború az istenek ellenére van.
Ezért visszahúzódott Otoh Sancture nevű városába, amelyet virágzó mezőgazdasági és kereskedelmi központtá fejlesztett, miközben igyekezett szövetségeket és semlegességi egyezményeket kötni, és minden klánvezérhez a lehető legjobban viszonyulni. Míg a többi település egymással háborúzott, Gallo városa rohamosan fejlődött. Sok klánvezér persze irigyelte ezért, közülük a legerősebb Rogó volt, aki attól félt, hogy Gallo titokban azért akar kimaradni a harcokból, hogy a meggyengült klánok fölött aztán könnyedén egyeduralmat szerezhessen. Ezért úgy döntött, megtámadja Otoh Sancture-t. Szövetséget kötött egy nagy csapat vad bursával, akik egy váratlan pillanatban megrohanták a békés várost és iszonyatos pusztítást végezve, lakatlanná tették. Rogó szerencsétlenségére, a bursákat vezető néhány gungannek nem sikerült tökéletesen elrejtőznie, sőt némelyiküket fel is ismerték. Így aztán kiderült, kinek a felbujtására hajtották végre a véres támadást.
Gallo azonban hamar összeszedte magát. Egyrészt számtalan szövetségese volt, akik menedéket nyújtottak a túlélőknek és minden segítséget hajlandók voltak megadni neki, beleértve a katonait is (Rogó a véres és alattomos támadás után amúgy sem volt túl népszerű), másrészt sikerült megnyernie magának a legendás Marsune kapitányt, Rogó egyik legelkeseredettebb ellenfelét (ő amolyan gungan Robin Hood vagy Rózsa Sándor, erdei zsivány), aki jól értette a rejtett hadviselés minden csínját-bínját. Gallonak végül egy nagyon is számottevő sereget sikerült összetoboroznia, és élére Marsune személyében egy stratégiai zsenit állítania. Ez lett a Gungan Nagyhaderő közvetlen elődje. A végső összecsapás Rogó központi erődítménye, Spearhead ellen Gallo győzelmét hozta meg.

### A Régiek inváziója
A gunganek ekkoriban feltehetően sokkal szárazföldibb életmódot éltek, mint a klónháborúk ezredében (noha Otoh Gungát már Gallo is mélyvíz alá építette), de egy idegen faj (akiket ők úgy neveznek, a "Rég(ebb)iek" [The Elders]), amely nagyon-nagyon régen a klónháborúk előtt kolonizálta a bolygót, fokozatosan a tengerek alá szorította őket. Vélhetően háború(ka)t is vívtak. Annak ellenére, hogy később félistenként kezdték tisztelni a Régieket, a Gungan Nagyhaderő végül felülkerekedett a hódítókon. Ez vagy más esemény okozhatta, hogy a Régiek eltűntek a Nabooról, csak lakatlan építményeik és emlékük maradtak.
A gunganektől eltérő civilizációkról tanúskodnak a szent helyeiken található gigantikus fejszobrok is, amelyek keleties vonású emberi arcokhoz hasonlítanak. Hogy ezen szobrok éppenséggel a régieket ábrázolják-e, az nem ismert. Mindenesetre, egyes történészek szerint a Régiek valójában nem is egy hüllőszerű, a trandosánokra hasonlító gyarmatosító faj volt, amint azt legtöbben feltételezik, hanem valójában emberek. Ha így is volt, semmi közük a későbbi emberi telepesekhez.

### A királyi naboo-k érkezése
Ezután békében éltek, még azokkal a Grizmallt bolygóról érkezett az emberi telepesekkel is, akik jóval a régiek távozása után érkeztek a bolygóra, létrehozva a "királyi" naboo kultúrát. Igaz, a béke nem jelentett szívélyes viszonyt, mert a két faj alapjában véve lenézte egymást. Viszont a gunganek és emberek nem avatkoztak egymás dolgaiba, a gunganek pedig a galaktikus politikában sem vettek részt, megelégedtek izolált vízi életmódjukkal. Ez csak a klónháborúk idején változott, amikor is Jar Jar Binks Amidala szenátornő helyetteseként a naboo összlakosság (emberek és gunganek) képviseletében szenátor lett.

### A naboo-i csata
Közvetlenül a klónháborúk előtt következett be a Kereskedelmi Szövetséggel való incidens. A naboo kormány, amely korábban az erőforrásexporthoz és különféle beruházások támogatásához maga kérte a Szövetség segítségét, nem volt elégedett a kapcsolattal, de a viszony kifejezett ellenségeskedéssé csak a kereskedelem megadóztatásáról szóló törvény Galaktikus Szenátus általi elfogadása miatt változott. A Szövetség hadereje először blokád alá vonta a bolygót, majd megszállta és a lakosságot gyűjtőtáborokba internálta, hogy Amidala királynőre nyomást gyakoroljon, és rávegye az invázió törvényesítésére. Bár a gunganeknek semmi köze nem volt a konfliktushoz, a Szövetség droidjai őket is ellenségként kezelték. Főképp ezért, meg a jó kereskedőpartner elvesztésétől félve döntött Nass gungan Főnök végül a nem túlságosan szívelt nabooi emberek megsegítése mellett.
Összehívta a Nagyhaderőt – hirtelenjében pár ezer harcost tudtak mozgósítani – és vállalta, hogy a gungan szokásoktól eltérően összevont, nyílt támadást kezd a Szövetség droidhadserege ellen, hogy erőiket elterelje és lekösse, amíg a naboo királyi testőrség maradéka megpróbál felkelést kirobbantani Theed fővárosban, hogy az inaktivált légierőt mozgósítva felszabadítsák a bolygót a blokád alól. A gunganek tisztában voltak a vállalkozás veszélyességével (Amidala királynő egyáltalán nem is csinált titkot ebből), az erőviszonyokat is jól ismerték, mégis vállalkoztak a feladatra, amelyet más körülmények között bármely kicsit is épelméjű tábornokuk esztelenségként vetett volna el. Ez a tény világosan bizonyítja kivételes bátorságukat és önfeláldozó természetüket. Bár a támadást jól megtervezték, számos előre nem látható szerencsétlen körülmény folytán – pl. hogy a Szövetség a vártnál jóval gyorsabban indította meg az ellentámadást, és emiatt a tervezettnél a gunganek számára jóval kedvezőtlenebb helyszínen került sor az ütközetre – az ütközet rosszul alakult és a csatát elvesztették. Egészen pontosan ötszáznegyvenhárom gungan harcos esett el, a hadvezetés életben maradt része – Ceel és Binks tábornok, valamint Tarpalis kapitány – fogságba esett, sok-sok közkatonával egyetemben, de a Nagyhaderő közel fele sikeresen eljutott a menekülést jelentő környező mocsarakig, így később felkészülhettek volna a gungan adottságoknak jóval megfelelőbb partizánháborúra. 
Szerencsére a fiatal Anakin Skywalker vadászgépével felrobbantotta a Szövetség droidvezérlő hajóját, így a Szövetség tábornoka, az OOM-9 nevű B-1-es harci droid csak egy-két percig örülhetett a gunganek felett aratott győzelemnek – ha tudna egy harci droid örülni. A gunganek nagyon büszkék voltak erre a tulajdonképp vesztes és sok életbe került csatájukra, hiszen áldozatuk nélkül a kapzsi neimoidián kereskedők és könyörtelen robotjaik igája alatt maradt volna szülőbolygójuk.

### A Birodalom és az Új Köztársaság korában
A Birodalom időszaka alatt, a neimoidián dominanciájú Kereskedelmi Szövetség hódításaira emlékezve és félve az újabb rabszolgasorba kerüléstől, ismét visszahúzódtak, bár bizonyos csoportjaik szövetkeztek a Birodalmat hol támogató, hol semlegességre törekvő naboo királynőkkel, mások a lázadókhoz is beálltak. A Birodalom vége után a gungan-naboo fajszövetség részeként a gunganek kiemelkedtek az ismeretlenségből és passzivitásból. Nass főnök vezetése alatt nyitottabbá váltak az idegenek és a bolygóközi problémák felé. Folytatták a holdak kolonizálását, amit a bátrabbak és agresszívabbak már korábban megkezdtek és szorgalmaztak, valamint hipertérmeghajtású űrhajókat szereztek és a szektor több más alkalmas bolygóján is megtelepedtek. Az Új Szenátusban az egész Chommell Űrszektor másodikként megválasztott szenátora is egy gungan lett.

## Kultúra

### Erőszakos hajlamok és idegengyűlölet: átlagos szint
Bár az idegenek iránt bizalmatlanok, alapvetően mégis békés és barátságos természetűek, hajlamosak az önfeláldozásra és bőkezűségre azok iránt, akiket befogadnak. Kultúrájuk fontos eleme az egyéni felelősség és a bátorság.
Igaz, ezt a nabooi emberek nem így gondolják, de ők extrém módon kifinomultak és pacifisták, és ezért ítélik meg a hozzájuk képest primitívebbnek tűnő gunganeket olyan kedvezőtlenül. Olyan népekhez viszonyítva, mint a rodiaiak vagy a weequayok, a gunganek kifejezetten békések és barátságosak. A nabooi telepeseket is különösebb konfliktus nélkül beengedték a bolygójukra.
A naboo-i ember telepesekkel ambivalens viszonyban álltak egészen Padmé Amidala királynő uralkodásáig, mert az emberek bizonyos felsőbbségtudattal eltelve barbárnak tekintették őket. Ennek ellenére kereskedőik mindig is kölcsönösen előnyös üzleteket kötöttek, ha a szükség úgy hozta – ami elég gyakran előfordult. Így a nabooi emberekkel való viszony sosem mérgesedett el, de nem is vált soha túl szívélyessé.

### Anyagi és szellemi kultúra
Bár a Galaxis legtöbb lakója, főképp a róluk szóló ismeretek hiánya és a fura nyelvhasználat miatt, primitívnek tartja őket, a gunganeknek számottevő kultúrája (pl. irodalma) és technológiai fejlettsége van. Technológiájuk nagyrészt organikus alapú, járműveik és épületeik egy részét élőlényként "termesztik". Kézművestermékeikben – ha lehet ezeket így nevezni – szerepet játszik a fantázia és a művészi érzék is, pl. nincs két tengeralattjárójuk ("bongójuk"), mely tökéletesen egyforma lenne.

### Vallás
A gunganek többistenhívők, isteneik főképp természeti erők megszemélyesítéseinek tűnnek. Főistenüket, aki hitük szerint a Naboo élőlényeit teremtette, Oma-Omának nevezik. Társaival együtt egy gyönyörű víz alatti városban, Ossorusban él, és hős harcosok veszik körül.

### Társadalomszervezés
A gungan közigazgatásról és társadalomszervezetről elég kevés derül ki a filmekből. Van egy fővárosuk (amelyet Otoh Gungának neveznek), a Főnöknek külön testőrsége, amely láthatóan rendvédelmi feladatokat is ellát. Vélhetően a hatalmas méretű Otoh Gungán kívül még több vízalatti város, és esetleg szárazföldi települések is léteznek.

### Nyelv
A gunganek a Galaktikus Közös Nyelv egy olyan dialektusát, a "gungan-közöst" beszélik, mely a fővonalbeli, előkelőbb dialektust beszélők, elsősorban az emberek számára – meglehetősen torzan, egyszerűen idétlenül hangzik (a filmekben ezt többek között úgy érzékeltették, hogy olyan módon torzították a szavakat, mondatokat, ahogyan azt a beszélni tanuló kisgyerekek sokszor teszik, pl. "me" helyett "meesa" stb.), így részben ebből eredően elterjedt galaktikus sztereotípia, hogy a gunganek gyerekesek és primitívek. Nem ismert az oka, miért nem képesek az elterjedtebb dialektusokat megtanulni, és miért keverik állandóan gungan kiejtéssel, nyelvtani- és szóelemekkel, de egyetlen egyedet sem ismerünk, aki ezt a szokást elhagyta volna. Hangképző szerveik tökéletesen tudnák kiejteni az emberi hangokat.

### Hadászat
Minden víz alatti város saját védelmi haderővel rendelkezik. Ezek egyesítésével jön létre a Gungan Nagysereg.
Az ősidőkben felállítottak egy szükség esetén globálisan (bolygószerte) mozgósítható haderőt (a Gungan Nagyhaderő), mert szárazföldi korszakukban többször voltak kitéve ragadozók vagy idegen humanoid fajok támadásának. Azonban a Régiek inváziójának lezárásával a központi hadsereget (amely kizárólag hímekből állt) főleg csak tradícióból tartották fenn és nem használták egészen a Kereskedelmi Szövetséggel való háborúig.
A Nagyhaderő közvetlenül a Főnök parancsnoksága alatt áll. Milícia rendszerű, vagyis nem hivatásos katonákból áll, hanem a közkatonaságot részleges kiképzést kapott és szükség esetén hadba hívható polgárok alkotják. A tábornokok viszont jól képzettek és értenek a hadviseléshez. Egységes egyenruha és felszerelés nincs, az egyes települések lakosai által alkotott osztagok a maguk felszerelésével harcolnak.
A hadsereg könnyűgyalogságból, lovasságból és tüzérségből áll (legalábbis ezek az ismert, bizonyíthatóan létező komponensek). "Lóként" egy igen gyors mozgásra képes és megnyergelhető kétlábú állat, a kaadu szolgál. Gépesített vagy páncélos egységekre vagy légierőre a gunganeknek a Kereskedelmi Szövetséggel való incidensig sosem volt szükségek, hiszen a galaktikus polgárháború intenzitását elérő komoly harcok sosem folytak a bolygón.
Nehéztüzérséggel azonban rendelkeznek. A nehéztüzérség főként katapultszerű hajítógépekből áll, amelyek energialabdákat (gungan néven "booma") lőnek ki. Ezek különböző méretekben készülő, elektromosságtól túltengő kék félfolyadékot tartalmazó gömbök, melyeket biológiai eredetű membránba és törékeny burokba csomagolnak. Bár komolytalannak vagy kőkorszakinak tűnhet, mégis igen hatásos még az olyan páncélozott hadi járművek ellen is, mint a Kereskedelmi Szövetség antigravitációs tankjai. A benne lévő plazmaszerű anyag a szerves élőlények szöveteit is roncsolja.
Jellegzetes gyalogsági fegyvereik a kicsit ódon kézi energiapajzs (ez olyan, mint egy kerek fapajzs, lila színű erőtér létrehozására képes, ami véd a sugárlövedékektől). A sugárvetőkkel nem rendelkező katonák (ők a többség) az energialabdák kis- és közepes méretű változatait használják, amelyeket parittyákból, cesta-kból (ez rövid, buzogányszerű bot, melynek végébe energialabda erősíthető, és azt ki is tudja lőni) ill. atlatl-okból (ez egy hosszú, lándzsaszerű, belül elektromos fabot, melynek szúrása bénulást okoz, de amely szintén képes energialabdák kilövésére is, a Főnök testőrségének rendszeresített fegyvere) lőnek ki. Bár a kézifegyverek is „kőkorszaki” jellegűek, a gunganek rendkívül ügyesek és jól küzdenek velük, az olyan hipermodern hadigépezeteknek is komoly kihívást jelentve, mint pl. a fénykardokkal hadakozó Grievous tábornok és sugárvetős droidjai.
Fontos és jellegzetes gungan defenzív véderő a fambaa pajzs. A fambaa egy hatalmas (mamutméretű), őshüllőszerű, de méretéhez képest elég szelíd nabooi négylábú növényevő, amelyet befognak és sok feladatra használnak, többek között hatalmas pajzsgenerátorokat erősítenek az állat hátára, amely egész hadosztályokat képes a hatósugáron kívülről jövő sugárlövedékektől megvédeni. A fambaa pajzsok a Kereskedelmi Szövetség ultramodern AAT tankjai ellen is hatásos védőfegyvernek bizonyultak a Szövetséggel való incidens során, bár a B1-es harci droidok túlereje kézitusában végül ideiglenesen győzött a Nagyhaderőn (ehhez talán Jar Jar Binks gungan tábornok inkompetenciája is hozzájárult, aki a fambaa pajzs elpusztulásakor egyszerűen feladta a harcot, és visszavonulót fújt, de végül is az ő feladata nem az volt, hogy legyőzze a Kereskedelmi Szövetséget, csak hogy magára vonja támadásukat, míg a Jedi Rend ügynökei kiszabadítják a Theed városában bebörtönzött Királyi Légierő pilótáit).

## Név szerint ismert gunganek
- Ceel tábornok
- Gallo Főnök
- Jar Jar Binks tábornok, szenátor
- Marsune kapitány
- Nass Főnök
- Rogoe vezér
- Tarpals kapitány
- Peppi Bow gungan nő, egy shaak csorda tulajdonosa